# Międzynarodowa Unia Towarzystw Gleboznawczych
Międzynarodowa Unia Towarzystw Gleboznawczych (Międzynarodowa Unia Gleboznawcza, ang. International Union of Soil Sciences - IUSS)  – międzynarodowa, pozarządowa organizacja non-profit zrzeszająca krajowe lub regionalne organizacje zajmujące się naukami o glebie. Za cel postawiła sobie ona promowanie wszystkich gałęzi gleboznawstwa oraz wspieranie na całym świecie naukowców badających gleby.
Organizacja powstała w 1924 r. w Rzymie jako Międzynarodowe Towarzystwo Gleboznawcze - ang. International Society of Soil Science (ISSS). W 1998 zdecydowano o przekształceniu ISSS w unię regionalnych towarzystw gleboznawczych, z odmienną strukturą i nazwą - IUSS. Proces ten zakończył się formalnie w 2002 r.
W 2014 r. IUSS zrzeszało 86 krajowych i regionalnych organizacji gleboznawczych z całego świata, do których należało ok. 55 000 naukowców, a także indywidualnych członków z 57 krajów (w których nie działa organizacja będąca członkiem IUSS). 
Członkiem IUSS reprezentującym polskich gleboznawców jest Polskie Towarzystwo Gleboznawcze. ISSS/IUSS od 1993 r. jest członkiem Międzynarodowej Rady Nauki (ICSU), z którą utrzymuje relacje od 1972 r.

## Cele i działalność
Głównym celem działania organizacji jest wspieranie wszystkich gałęzi nauk o glebie i zastosowań gleboznawstwa, promowanie kontaktów pomiędzy naukowcami i innymi osobami zaangażowanymi w badania i wykorzystanie gleb, a także stymulowanie badań naukowych i wykorzystania ich efektów dla ogólnego dobra.
IUSS spełnia swe cele poprzez integrowanie i reprezentowanie środowiska gleboznawców przed innymi organizacjami (w tym ONZ i jej agendami), decydentami i społeczeństwem. Wydaje ona własne publikacje (w formie monografii, jak i periodyków), a także współpracuje z komercyjnymi czasopismami naukowymi o tematyce gleboznawczej. Za wybitne osiągnięcia w zakresie badań podstawowych przyznaje nagrodę Dokuczajewa, a za osiągnięcia w badaniach stosowanych – nagrodę Liebiga. Co cztery lata jest organizowany Międzynarodowy Kongres Gleboznawczy, by naukowcy z całego świata mogli zaprezentować najważniejsze osiągnięcia i dyskutować nad planami na przyszłość.

## Struktura
Na czele organizacji stoi prezydent, zazwyczaj wybierany na cztery lata i pochodzący z kraju gdzie ma się odbyć najbliższy kongres. Do władz należą również wiceprezydent, skarbnik, sekretarz i poprzedni prezydent. Z sześciu komisji powstałych w 1924 r. struktura organizacji rozrosła się do czterech działów (ang. Divisions) grupujących dwadzieścia dwie komisje (ang. Commissions). Oprócz tego aktywne są niezależne grupy robocze (ang. Working Groups).
Dział 1 - Gleba w czasie i przestrzeni (ang. Soils in space and time)
- 1.1 Morfologia i mikromorfologia gleb (ang. Soil morphology and micromorphology)
- 1.2 Geografia gleb (ang. Soil geography)
- 1.3 Geneza gleb (ang. Soil genesis)
- 1.4 Klasyfikacja gleb (ang. Soil classification)
- 1.5 Metryka gleb (ang. Pedometrics)
- 1.6 Paleopedologia (ang. Paleopedology)

Dział 2 - Właściwości i procesy glebowe (ang. Soil properties and processes)
- 2.1 Fizyka gleb (ang. Soil physics)
- 2.2 Chemia gleb (ang. Soil chemistry)
- 2.3 Biologia gleb (ang. Soil biology)
- 2.4 Mineralogia gleb (ang. Soil mineralogy)
- 2.5 Chemiczne, fizyczne i biologiczne reakcje międzyfazowe w glebie (ang. Soil chemical, physical and biological interfacial reactions)

Dział 3 - Użytkowanie i zarządzanie glebami (ang. Soil use and management)
- 3.1 Ocena i zagospodarowanie gleb (ang. Soil evaluation and land use planning)
- 3.2 Ochrona gleby i wody (ang. Soil and water conservation)
- 3.3 Żyzność gleby i odżywianie roślin (ang. Soil fertility and plant nutrition)
- 3.4 Inżynieria i technologia gleb (ang. Soil engineering and technology)
- 3.5 Kontrola degradacji gleby, remediacja i rekultywacja (ang. Soil degradation control, remediation, and reclamation)
- 3.6 Gleby słone (ang. Salt-affected soils)

Dział 4 - Rola gleb w społeczeństwie i środowisku naturalnym (ang. The role of soils in sustaining society and the environment)
- 4.1 Gleba i środowisko (ang. Soil and the environment)
- 4.2 Gleba, bezpieczeństwo żywności i zdrowie człowieka (ang. Soil, food security, and human health)
- 4.3 Gleba i zmiana użytkowania gruntów (ang. Soil and land use change)
- 4.4 Edukacja i świadomość sołeczna gleb (ang. Soil education and public awareness)
- 4.5 Historia, filozofia i socjologia gleboznawstwa (ang. History, philosophy, and sociology of soil science)[7]

## Historia
Decyzja o powołaniu międzynarodowego stowarzyszenia zrzeszającego gleboznawców zapadła w czerwcu 1923 r. podczas wstępnego spotkania w Zurychu, przed mającym się odbyć w następnym roku kongresem. Międzynarodowe Towarzystwo Gleboznawcze – ang. International Society of Soil Science (ISSS) zostało powołane do życia 19 maja 1924 r., ostatniego dnia Czwartej Międzynarodowej Konferencji Gleboznawczej (ang. Fourth International Conference of Pedology) w Rzymie. Ustalono wstępne zasady działania organizacji i powołano sześć komisji mających koordynować pracę w ramach Towarzystwa: I. Fizyki gleby (ang. Soil physics); II. Chemii gleby (ang. Soil chemistry); III. Biologii gleby (ang. Soil biology); IV. Nazewnictwa i klasyfikacji gleb (ang. Nomenclature and classification of soils); V. Kartografii gleby (ang. Soil cartography); VI. Fizjologii roślin w nawiązaniu do gleboznawstwa (ang. Plant physiology in relation to pedology). Organizacja opierała się na indywidualnym członkostwie poszczególnych gleboznawców. Pierwszym Prezydentem ISSS został Amerykanin - J.G. Lipman, a pierwszy kongres ISSS miał się odbyć w Stanach Zjednoczonych. 
Spełnianie swych celów, czyli integrowanie prac gleboznawców z całego świata, wyznaczanie trendów i unifikowanie metod i nomenklatury odbywało się poprzez prace w komisjach oraz w trakcie odbywających się co kilka lat międzynarodowych kongresów. 
II wojna światowa spowodowała przerwę w działalności ISSS. Dopiero w 1950 r. organizacja podjęła działalność. Systematycznie zwiększała się liczba członków, która w 1974 r. wynosiła 3958, zaś w 1998 r. – 7042 osoby. 
Oprócz działalności publikacyjnej i współpracy z czasopismami naukowymi jednym z największych osiągnięć ISSS jest opracowanie i opublikowanie Mapy Gleb Świata. 
Od lat 60. XX w. pod egidą FAO, UNESCO i Międzynarodowego Towarzystwa Gleboznawczego (ISSS) pracowano nad międzynarodową nomenklaturą, systematyką i mapami przedstawiającymi zasoby glebowe świata, które miały być kompromisem pomiędzy różnymi szkołami. Efektem tych prac była drukowana w pierwszej połowie lat 70. Mapa gleb świata (Soil Map of the World) w skali 1:5 mln. zawierająca w legendzie 106 jednostek glebowych, które grupowały się w 26 odpowiedników typów gleb. Opracowanie to było milowym krokiem w zrozumieniu zróżnicowania zasobów glebowych świata przez przedstawicieli różnych szkół w gleboznawstwie. W 1988 r. ukazała się jej zrewidowana wersja. Była ona wykorzystywanej m.in. przez agencje ONZ i została uznana przez gleboznawców za pierwszą międzynarodową klasyfikację gleb. Opierała się ona w znacznej mierze na podejściu geograficzno-genetycznym i w miarę możliwości wykorzystywała tradycyjne nazwy zaczerpnięte z systematyk narodowych.
Pierwsza wersja klasyfikacji gleb WRB (ang. World Reference Base for Soil Resources — Klasyfikacja Zasobów Glebowych Świata), następcy legendy do Mapy Gleb Świata, została opublikowana pod patronatem ISSS, ISRIC i FAO w 1998 r. i została zarekomendowana przez ISSS jako oficjalne źródło terminologii dotyczącej klasyfikacji gleb. W następnych latach WRB została przetłumaczona na 13 języków, stała się oficjalnym systemem klasyfikacji gleb Komisji Europejskiej, a także wywarła istotny wpływ na wiele systematyk regionalnych. Kolejne wersje ukazały się w 2006 i 2014 r.
By lepiej reprezentować środowisko gleboznawców od 1972 r. ISSS nawiązało relacje z Międzynarodową Rady Nauki (ICSU), zaś od 1993 r. jest jej pełnoprawnym członkiem. 
Sytuacja, w której ISSS było stowarzyszeniem indywidualnych gleboznawców z całego świata tworzyła pewne problemy. Towarzystwo wkładało dużo wysiłku w utrzymanie kontaktu pomiędzy swoimi członkami, którzy stanowili poniżej 20% czynnych badaczy gleb, a narodowe towarzystwa gleboznawcze, zrzeszające znacznie większą ilość członków, formalnie nie były członkami ISSS i nie mogły dać wkładu w działalność organizacji. Po 10 latach dyskusji i konsultacji z narodowymi towarzystwami gleboznawczymi podczas kongresu w Montpellier w 1998 r. ogłoszono (przegłosowane wcześniej korespondencyjnie przez członków ISSS) statut, strukturę i nazwę nowej organizacji - International Union of Soil Sciences (IUSS). Okres pomiędzy 1998 r. a kongresem w Bangkoku w 2002 r. był okresem przejściowym, potrzebnym do rozpoczęcia prac w nowej formule, pod nowym szyldem.
| Nr                | Rok               | Lokalizacja       | Kadencja            | Prezydent                  |
| ----------------- | ----------------- | ----------------- | ------------------- | -------------------------- |
| Kongres ISSS/IUSS | Kongres ISSS/IUSS | Kongres ISSS/IUSS | Prezydent ISSS/IUSS | Prezydent ISSS/IUSS        |
| 22                | 2022              | Glasgow           |                     |                            |
|                   |                   |                   | 2021-2022           | Laura Bertha Reyes Sánchez |
| 21                | 2018              | Rio de Janeiro    | 2019–2020           | Takashi Kosaki             |
|                   |                   |                   | 2016-2018           | Rattan Lal                 |
| 20                | 2014              | Czedżu            | 2014-2016           | Rainer Horn                |
| 19                | 2010              | Brisbane          | 2010-2014           | Jae E. Yang                |
| 18                | 2006              | Filadelfia        | 2006-2010           | R.S. Swift                 |
| 17                | 2002              | Bangkok           | 2002-2006           | D.L. Sparks                |
| 16                | 1998              | Montpellier       | 1998-2002           | S. Theerawong              |
| 15                | 1994              | Acapulco          | 1994-1998           | A. Ruellan                 |
| 14                | 1990              | Kioto             | 1990-1994           | A.A. Santelises            |
| 13                | 1986              | Hamburg           | 1986-1990           | A. Tanaka                  |
| 12                | 1982              | Nowe Delhi        | 1982-1986           | K.H. Hartge                |
| 11                | 1978              | Alberta           | 1978-1982           | J.S. Kanwar                |
| 10                | 1974              | Moskwa            | 1974-1978           | C.F. Bentley               |
| 9                 | 1968              | Adelaide          | 1968-1974           | V.A. Kovda                 |
| 8                 | 1964              | Bukareszt         | 1964-1968           | E.G. Hallsworth            |
| 7                 | 1960              | Madison           | 1960-1964           | N.C. Cernescu              |
| 6                 | 1956              | Paryż             | 1956-1960           | R. Bradfield               |
| 5                 | 1954              | Léopoldville      | 1954-1956           | A. Oudin                   |
| 4                 | 1950              | Amsterdam         | 1950-1954           | R. Tavernier               |
|                   |                   |                   | 1950                | C.H. Edelman               |
| 3                 | 1935              | Oksford           |                     |                            |
| 2                 | 1930              | Leningrad         | 1930-1935           | J. Russell                 |
| 1                 | 1927              | Waszyngton        | 1927-1930           | K. Gedroiz                 |
|                   |                   |                   | 1924-1927           | J.G. Lipman                |